# Jiao Liuyang
Jiao Liuyang (pinyin: Jiāo Liúyáng), född 6 augusti 1991 i Harbin, Heilongjiang, är en kinesisk simmare. Innan hon deltog i OS 2008, deltog hon i VM 2007 i Melbourne, där hon slutade på 4:e plats i damernas 200 m fjärilsim (2:07:22).